# Liste der Kulturdenkmale in Ohorn

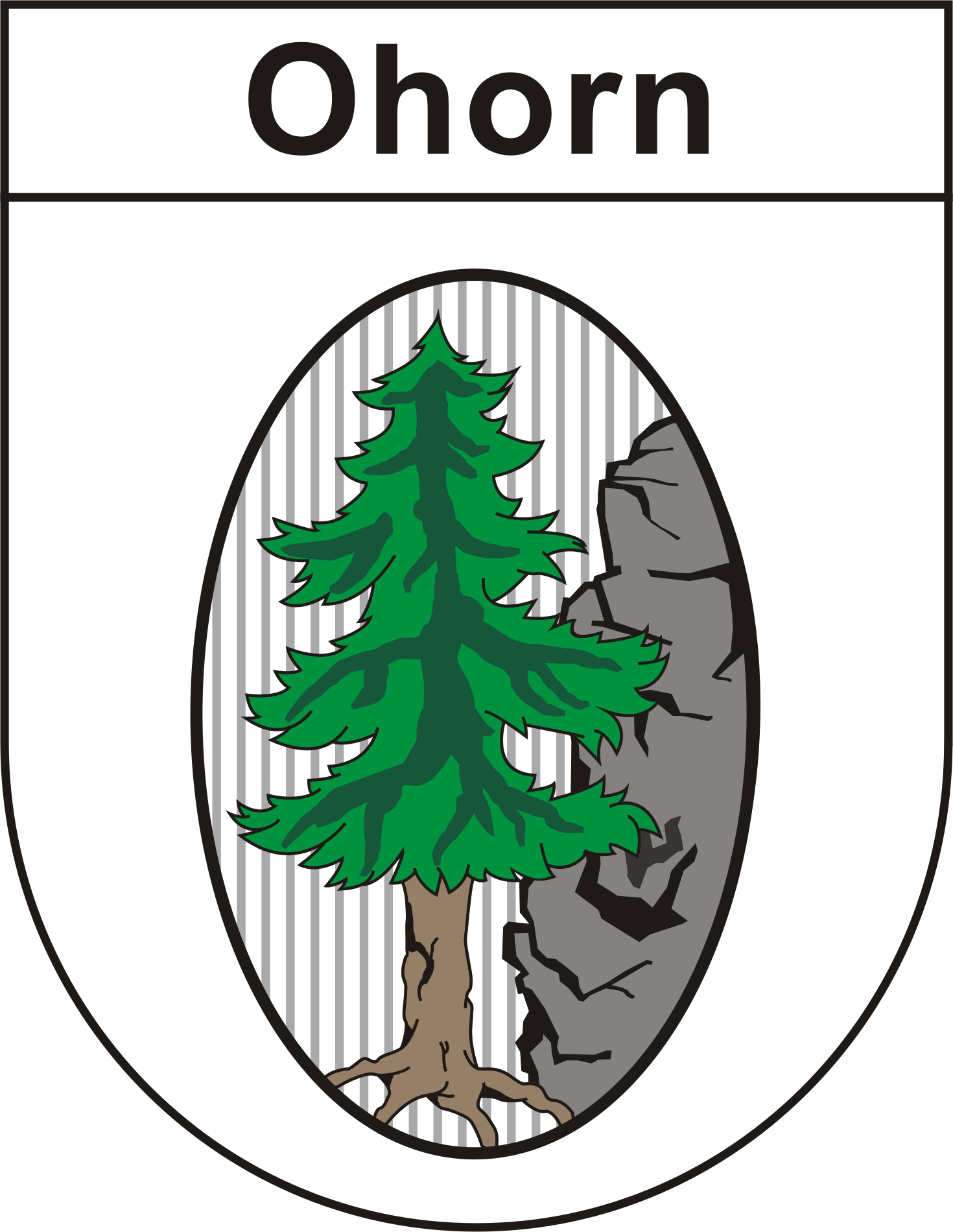
Wappen

In der Liste der Kulturdenkmale in Ohorn sind die Kulturdenkmale der sächsischen Gemeinde Ohorn verzeichnet, die bis September 2024 vom Landesamt für Denkmalpflege Sachsen erfasst wurden (ohne archäologische Kulturdenkmale). Die Liste entspricht möglicherweise nicht dem aktuellen Stand der offiziellen Denkmalliste. Die Anmerkungen sind zu beachten.
Diese Liste ist eine Teilliste der Liste der Kulturdenkmale im Landkreis Bautzen.

## Liste der Kulturdenkmale in Ohorn
| Bild                                    | Bezeichnung                                                                   | Lage                                                       | Datierung                                                                                                | Beschreibung | ID       |
| --------------------------------------- | ----------------------------------------------------------------------------- | ---------------------------------------------------------- | --- | --- | -------- |
| Direkt Bild zu diesem Denkmal hochladen | Wegestein                                                                     | (am Abzweig nach Luchsenburg) (Karte)                      | 19. Jahrhundert                                                                                          | Verkehrsgeschichtlich von Bedeutung | 09289531 |
| Direkt Bild zu diesem Denkmal hochladen | Wohnstallhaus                                                                 | Am Dorfteich 2 (Karte)                                     | Um 1800                                                                                                  | Obergeschoss Fachwerk verschiefert, baugeschichtlich von Bedeutung | 09289528 |
|                                         | Herrenhaus und Gutspark des ehemaligen Rittergutes sowie Fachwerkhaus im Park | Am Pflegeheim 2, 4 (Karte)                                 | 18. Jahrhundert (Herrenhaus); 1896 (Gartenhaus)                                                          | Herrenhaus lang gestreckter Putzbau mit reich geschmücktem Mittelrisalit, Gemälde (Genrebild im Foyer des Herrenhauses), das Fachwerkhaus ist eine Nachbildung eines mittelalterlichen sorbischen Holzhauses und war Bestandteil des „Wendischen Dorfes“ der Ausstellung des Sächsischen Handwerks und Kunstgewerbes 1896 in Dresden, baugeschichtlich und ortsgeschichtlich und gartenkünstlerisch von Bedeutung. Herrenhaus zweigeschossig, reich geschmückter Mittelrisalit (Portikus, Giebel mit Voluten und Obelisken), Walmdach mit zwei großen Hechtgauben. Gemälde im Foyer: Darstellung eines von zwei Ochsen gezogenen Heuwagens, Öl auf Leinwand, mit originalem vergoldeten Rahmen, 1,35 m breit und 1,63 m hoch, signiert mit Wagner, stammt (laut Aussage der Ohorner Bürgermeisterin Frau Kunze) offenbar aus dem Besitz des ehemaligen Rittergutes Ohorn. | 09289515 |
| Direkt Bild zu diesem Denkmal hochladen | Wohnstallhaus und Scheune eines Zweiseithofes (ohne Anbauten)                 | An der Buschmühle 2 (Karte)                                | 2. Hälfte 19. Jahrhundert                                                                                | Ohne Anbauten, Wohnstallhaus Obergeschoss Fachwerk verbrettert, Scheune verbrettert, baugeschichtlich und wirtschaftsgeschichtlich von Bedeutung, originale Fenstergrößen, Biberschwanzdeckung | 09289532 |
| Direkt Bild zu diesem Denkmal hochladen | Wohnhaus                                                                      | An der Buschmühle 6 (Karte)                                | Um 1905                                                                                                  | Putzbau mit Putzgliederung und Satteldach, weitgehend authentisch erhaltenes äußeres Erscheinungsbild, baugeschichtlich von Bedeutung, zweigeschossiger Massivbau, verputzt mit Satteldach (mit angedeutetem Krüppelwalm und straßenseitigem Zwerchhaus), Dach überstehend symmetrische Fassadengestaltung (vier Achsen, durch vertikale und horizontale Putzgliederung in jeweils zwei Felder unterteilt), Fenster zum Teil original erhalten, einzelne Wintervorsatzfenster, geputzte Fensterverdachungen, seitlicher Eingang mit Treppe (mit originalem eisernem Handlauf), an Gebäudekanten und vertikalem Putzband angedeutete Quaderung geputzt, vermutlich auch innen Grundrissstruktur in groben Zügen erhalten | 09300333 |
| Weitere Bilder                          | Gasthof „Forsthaus Luchsenburg“ über winkligem Grundriss                      | An der Luchsenburg 1 (an der A4 Dresden – Bautzen) (Karte) | Mitte 19. Jahrhundert                                                                                    | Obergeschoss Fachwerk, zum Teil verbrettert, Krüppelwalmdach, baugeschichtlich und ortsgeschichtlich von Bedeutung | 09225618 |
| Weitere Bilder                          | Wohnstallhaus und Seitengebäude                                               | Bergstraße 16, 18 (Karte)                                  | Um 1800                                                                                                  | Wohnstallhaus Drempel Fachwerk (Andreaskreuze), Erdgeschoss Bruchstein, Granitgewände, Seitengebäude aus Bruchstein, baugeschichtlich und wirtschaftsgeschichtlich von Bedeutung, Fenster originale Größe | 09289680 |
| Direkt Bild zu diesem Denkmal hochladen | Verwaltungsbau und Produktionsgebäude einer ehemaligen Weberei                | Hauptstraße 2 (Karte)                                      | Im Giebel über dem Eingang bezeichnet mit 1903 (Verwaltungsgebäude); bezeichnet mit 1907 (Fabrikgebäude) | Verwaltungsbau zweigeschossig, Gurtgesims, zwei Eingänge, Haupteingang mit größerem Giebel, zwei Ecktürmchen und Jugendstilornamenten, im Erdgeschoss Rundbogenfenster, Putzquaderung an den Ecken, Produktionsgebäude zweigeschossig mit Segmentbogenfenstern und Sheddach, im Rundbogengiebel des hinteren Gebäudetraktes Datierung 1907, baugeschichtlich und ortsgeschichtlich von Bedeutung; zwischen 2011 und 2015 teilweise abgerissen | 09289525 |
| Direkt Bild zu diesem Denkmal hochladen | Wohnhaus (Umgebinde) ohne Anbau                                               | Hauptstraße 22 (Karte)                                     | Um 1800                                                                                                  | Ohne Anbau, Obergeschoss Sichtfachwerk, baugeschichtlich von Bedeutung. Umgebindeform: Giebelseite mit nur sehr einfacher Vermittlung von Stütze und Last. Traufseite: weit gespannte Joche, Fenster der Blockstube wahrscheinlich vergrößert, Westseite völlig umgestaltet (Klinker, Fenstereinbrüche, Anbau). | 09289529 |
| Direkt Bild zu diesem Denkmal hochladen | Wohnhaus, freistehend                                                         | Hufestraße 65 (Karte)                                      | 4. Viertel 19. Jahrhundert                                                                               | Weitgehend authentisch erhaltenes Zeugnis der historischen Hauslandschaft, baugeschichtliche und ortsbildprägende Bedeutung | 09305646 |
| Weitere Bilder                          | Denkmal für die Gefallenen des Ersten Weltkrieges                             | Schleißbergstraße (Schleißberg) (Karte)                    | nach 1918                                                                                                | Rustikal gemauerte Wand mit Hausteinbogen, überdimensionaler Schlussstein mit Relief eines Schlangentöters, darunter die Namen der Gefallenen, ortsgeschichtlich von Bedeutung. Das Denkmal stellt einen Felseneingang zu einer Gruft dar. An beiden Seiten des Eingangs wurden Sandsteinplatten mit den Namen von insgesamt 65 Gefallenen angebracht. Nach dem Zweiten Weltkrieg wurde vor dem Denkmal ein Gedenkstein für die Toten des Zweiten Weltkrieges aufgestellt. Die Namen werden auf Edelstahltafeln genannt. | 09289678 |
| Direkt Bild zu diesem Denkmal hochladen | Wegestein                                                                     | Schleißbergstraße (Schleißberg) (Karte)                    | Bezeichnet mit 1912                                                                                      | Verkehrsgeschichtlich von Bedeutung, Wegestein mit rechteckigem Querschnitt und Dreiecksgiebel, darin bezeichnet mit „1912“, unterhalb Schriftfeld als Spiegel zurückgesetzt, darauf Inschrift „Ohorner Revier/Tellerweg“ | 09289522 |
|                                         | Wegestein                                                                     | Schleißbergstraße (Schleißberg) (Karte)                    | Um 1912                                                                                                  | Verkehrsgeschichtlich von Bedeutung, Wegestein mit rechteckigem Querschnitt, untere Hälfte als Sockel ausgebildet, obere Hälfte leicht zurückgesetzt und mit Dreiecksgiebel abschließend, darin Schriftfeld als Spiegel zurückgesetzt, darauf Inschrift „Markastraße/nach dem/Forsthaus“ mit Richtungsweiser | 09289521 |
| Direkt Bild zu diesem Denkmal hochladen | Wegestein                                                                     | Schleißbergstraße (Fußweg zur Jugendherberge) (Karte)      | Bezeichnet mit 1922                                                                                      | Verkehrsgeschichtlich von Bedeutung, Wegestein am Fußweg zur Jugendherberge mit rechteckigem Querschnitt und Dreiecksgiebel, im Giebeldreieck bezeichnet mit „1922“, darunter Schriftfelder als Spiegel zurückgesetzt und glatt ausgearbeitet, darauf Inschriften: „Nach dem Forstamt“, Richtungsweiser sowie Sinnspruch „Tausend Augen habe du – aber keine Hand dazu“ bzw. „[Tatzenkreuz]/Nach dem Heldenhain/[Richtungsweiser]“ | 09289523 |
| Direkt Bild zu diesem Denkmal hochladen | Wohnstallhaus eines Gehöfts                                                   | Schleißbergstraße 3a (Karte)                               | Anfang 19. Jahrhundert                                                                                   | Ohne Anbau, Obergeschoss Sichtfachwerk, Giebel verbrettert, zur ursprünglichen Bebauung des Ortes gehörend, baugeschichtlich von Bedeutung, originale Fenster erhalten | 09289520 |
| Direkt Bild zu diesem Denkmal hochladen | Firma F. J. Rammer; Fabrikgebäude mit späterem Seitentrakt und Einfriedung    | Schleißbergstraße 21 (Karte)                               | 1818 (ältestes Fabrikgebäude); Hauptgebäude 1897 (Weberei); weitere Bauten bis 1904 (Fabrikgebäude)      | Hauptgebäude zweigeschossig mit Mittelrisalit und Zwerchhaus mit Dreiecksgiebel, Putzrustika, über dem Eingang Fenster mit Segmentbogengiebel auf Konsolen, an der Giebelseite halbrund abschließender Vorbau (Büro), Produktionsgebäude im rechten Winkel, zweigeschossig, Segmentbogenfenster, Mansarddach, älteste Bandfabrik in Ohorn, 1815 von Friedrich Joseph Rammer gegründet, baugeschichtlich und ortsgeschichtlich von Bedeutung, rundbogiges Drillingsfenster am Giebel zur Straße | 09289524 |
|                                         | Jugendherberge „Martin Andersen Nexö“                                         | Schleißbergstraße 39 (Karte)                               | 1936/1937                                                                                                | Zweigeschossiger Bau über winkelförmigem Grundriss, weiter Dachüberstand, Obergeschoss verbrettert, Fensterläden, „Heimatstil“ der 1930er Jahre, baugeschichtlich und ortsgeschichtlich von Bedeutung, zu DDR-Zeiten bezeichnet als Jugendherberge „Martin Andersen Nexö“ | 09289533 |
|                                         | Forsthaus                                                                     | Schleißbergstraße 41 (Karte)                               | Um 1900                                                                                                  | Zweigeschossiger Bau im Schweizer Stil mit weiten Dachüberständen und ursprünglich an allen vier Seiten vorhandenen Holzbalkonen sowie mit männlicher Standfigur mit Stab und Schild an eingangsseitiger abgeschrägter Gebäudeecke, ursprünglich als „Belvedere“ bezeichnetes Lusthaus der Pulsnitzer Rittergutsherrschaft auf dem Schleißberg, seit 1861 Forsthaus, baugeschichtlich und ortsgeschichtlich von Bedeutung. Reiche Verzierung der Giebelseiten im Dachbereich durch in Laubsägearbeit ausgeführte Giebelzierbretter (hängend), Fensterläden, nicht alle ursprünglichen Balkone erhalten, hölzernes Drempelgeschoß mit Kreuzen, nach dem Zweiten Weltkrieg Nutzung als Mietshaus, dann bis 1980er Jahre leerstehend. Sanierung unter Auflage der Erhaltung der historischen Außenansicht. | 09289985 |
| Direkt Bild zu diesem Denkmal hochladen | Wohnhaus und Scheune                                                          | Schleißbergstraße 46 (Karte)                               | Mitte 19. Jahrhundert                                                                                    | Schlichtes eingeschossiges ländliches Wohnhaus, Anwesen mit baugeschichtlicher und ortsbildprägender Bedeutung. - Wohnhaus: mit authentischer Kubatur und Proportionen, eingeschossig mit Satteldach, Giebeldreiecke verkleidet (straßenseitig mit Asbestplatten, hofseitig holzverbrettert), zum Teil Wintervorsatzfenster und hölzerne Schlagläden erhalten, Wohnhaus mit Abschleppung, Fenster mit alten erhaltenen Steingewänden, Schieferdeckung. - Scheune: ebenfalls eingeschossig mit Satteldach, straßenseitig etwas außermittig platziertes hölzernes Tor, Ziegelmauerwerk, straßenseitig im Giebeldreieck zwei rundbogige Fensteröffnungen, mit aufwändiger dekorativer Oberlichtgestaltung, geputzte Fensterverblendungen über den oberen Bogenabschlüssen, rundum kreisrunde Lüftungsrossetten im Drempelgeschoss (auffallende Höhe des Baukörpers im Vergleich zum Grundriss), Beide Gebäude giebelständig zur Straße, in gutem Erhaltungszustand und mit weitgehend originalem Grundriss. | 09299964 |
| Direkt Bild zu diesem Denkmal hochladen | Rathaus mit winklig angebautem Gasthaus mit Tanzsaal                          | Schulstraße 2, 2a (Karte)                                  | Über Eingang bezeichnet mit 1925                                                                         | Zwei Putzbauten, Rathaus mittig von einem Dreiecksgiebel bekrönt, Walmdach, aufwendig gestalteter Eingangsbereich, Tanzsaal Obergeschoss Rundbogenfenster, baugeschichtlich und ortsgeschichtlich von Bedeutung, dreigeschossig | 09289526 |
| Direkt Bild zu diesem Denkmal hochladen | Schule                                                                        | Schulstraße 7 (Karte)                                      | Um 1900                                                                                                  | Repräsentativer Putzbau mit Mittelrisalit, bau- und ortsgeschichtliche Bedeutung. Repräsentativer Eingang mit vorgelegter Freitreppe, über Erdgeschoss profiliertes Gurtgesims, erstes und zweites Obergeschoss Fensterbedachungen, im Mittelrisalit Fensterpaar mit Verdachung (erstes Obergeschoss segmentbogige Verdachung, zweites Obergeschoss dreieckige Verdachung) über Traufhöhe hochgezogener Dreiecksgiebel mit Uhr, verputzter Massivbau, denkmalgerecht saniert. | 09300921 |
| Direkt Bild zu diesem Denkmal hochladen | Kirchlehn Ohorn; Bethaus                                                      | Schulstraße 20 (Karte)                                     | Um 1850                                                                                                  | Ursprünglich Dampfmühle, ab 1930 als Betsaal genutzt, zweigeschossiger Putzbau mit Gurtgesims, Walmdach mit Laterne, im Erdgeschoss Rundbogenfenster, im Obergeschoss hochrechteckige Fenster, Sandsteingewände, baugeschichtlich, ortsgeschichtlich und straßenbildprägend von Bedeutung, Türgewände Sandstein, im Obergeschoss des Anbaus ebenfalls große Rundbogenfenster, Tanzsaal | 09289514 |
| Direkt Bild zu diesem Denkmal hochladen | Wohnhaus (Umgebinde)                                                          | Silberweidestraße 8 (Karte)                                | Mitte 19. Jahrhundert                                                                                    | Statt einer Blockstube Sichtfachwerk auch im Erdgeschoss, aufwendige Fachwerkkonstruktion, baugeschichtlich von Bedeutung, Sprossenfenster original | 09289530 |
| Weitere Bilder                          | Östliches Seitengebäude eines Zweiseithofes                                   | Steinaer Straße 14 (Karte)                                 | 1. Hälfte 19. Jahrhundert                                                                                | Stallgebäude aus Bruchsteinmauerwerk und Fachwerk-Halbgeschoss, baugeschichtlich und wirtschaftsgeschichtlich von Bedeutung, Bruchsteinmauerwerk, Halbgeschoss und Giebel Fachwerk mit Ziegelausfachung, Fenster Natursteingewände, malerischer Bau, Vorderhaus kein Denkmal | 09289945 |
| Direkt Bild zu diesem Denkmal hochladen | Wohnstallhaus                                                                 | Waldstraße 1 (Karte)                                       | 1. Hälfte 19. Jahrhundert                                                                                | Obergeschoss Fachwerk verbrettert, baugeschichtlich von Bedeutung. Erdgeschoss Bruchsteinmauerwerk (Granit), Obergeschoss Fachwerk, im Erdgeschoss Fenster und Stalltür mit Granitgewände, Haustür Holzgewände, Fenster originale Größe, angebaute Scheune teilweise mit Lehmausfachung, ruinös, liegt im Trinkwasserschutzgebiet. | 09289679 |
| Direkt Bild zu diesem Denkmal hochladen | Ehemaliges Wohnstallhaus (Umgebinde) ohne späteren Anbau                      | Weberstraße 23 (Karte)                                     | Um 1800                                                                                                  | Ohne späteren Anbau, Obergeschoss Fachwerk verbrettert, Giebelsüdseite mit Kunstschiefer, baugeschichtlich von Bedeutung, Fenster mit Sprossen und in Originalgröße, sehr einfache Form (fast nur Stütze-Last, ohne Knagge) des Umgebindes | 09289519 |
| Direkt Bild zu diesem Denkmal hochladen | Wohnhaus                                                                      | Wiesensteg 5 (Karte)                                       | Bezeichnet mit 1812                                                                                      | Obergeschoss Fachwerk verbrettert, Sandsteingewände im Erdgeschoss, Haustür mit Schlussstein, seltenes Beispiel für original erhaltene Bausubstanz im Ort, baugeschichtlich von Bedeutung, Fenster sprossig und in Originalgröße | 09289517 |
| Direkt Bild zu diesem Denkmal hochladen | Ehemaliges Wohnstallhaus                                                      | Wiesensteg 10 (Karte)                                      | 1790er Jahre (laut Auskunft)                                                                             | Obergeschoss dreiriegeliges Sichtfachwerk, eines der ältesten Häuser im Ort, ursprünglich erhalten, baugeschichtlich von Bedeutung, Fenster Originalgröße | 09289518 |

## Streichungen von der Denkmalliste
| Bild                                    | Bezeichnung                                                             | Lage                         | Datierung | Beschreibung | ID |
| --------------------------------------- | ----------------------------------------------------------------------- | ---------------------------- | --------- | --- | -- |
| Direkt Bild zu diesem Denkmal hochladen | Gasthof „Zur König-Albert-Eiche“                                        | Pulsnitzer Straße 10 (Karte) | Um 1890   | Ehemaliger Gasthof mit Tanzsaal, zweigeschossiger Bau mit Renaissance-Elementen, Tanzsaal mit Rundbogenfenstern; zwischen 2011 und 2015 abgerissen |    |
| Direkt Bild zu diesem Denkmal hochladen | Ehemalige R. E. Schöne Bandweberei, dreigeschossiges Verwaltungsgebäude | Weberstraße 5 (Karte)        | 1889–1898 | Satteldach mit Obelisken, verkröpftes Dachgesims, Korbbogenfenster, Putzgliederung, mit angrenzendem zweigeschossigen Fertigungsgebäude, weiteres eingeschossiges Fertigungsgebäude sowie Gemeinschaftshaus der Gurtwarenfabrik, dieses im Obergeschoss mit verbrettertem Fachwerk, Giebel verbrettert, Sandsteingewände im Erdgeschoss; zwischen 2011 und 2015 teilweise abgerissen |    |

## Tabellenlegende
- Bild: Bild des Kulturdenkmals, ggf. zusätzlich mit einem Link zu weiteren Fotos des Kulturdenkmals im Medienarchiv Wikimedia Commons. Wenn man auf das Kamerasymbol klickt, können Fotos zu Kulturdenkmalen aus dieser Liste hochgeladen werden:
- Bezeichnung: Denkmalgeschützte Objekte und ggf. Bauwerksname des Kulturdenkmals
- Lage: Straßenname und Hausnummer oder Flurstücknummer des Kulturdenkmals. Die Grundsortierung der Liste erfolgt nach dieser Adresse. Der Link (Karte) führt zu verschiedenen Kartendiensten mit der Position des Kulturdenkmals. Fehlt dieser Link, wurden die Koordinaten noch nicht eingetragen. Sind diese bekannt, können sie über ein Tool mit einer Kartenansicht einfach nachgetragen werden. In dieser Kartenansicht sind Kulturdenkmale ohne Koordinaten mit einem roten bzw. orangen Marker dargestellt und können durch Verschieben auf die richtige Position in der Karte mit Koordinaten versehen werden. Kulturdenkmale ohne Bild sind an einem blauen bzw. roten Marker erkennbar.
- Datierung: Baubeginn, Fertigstellung, Datum der Erstnennung oder grobe zeitliche Einordnung entsprechend des Eintrags in der sächsischen Denkmaldatenbank
- Beschreibung: Kurzcharakteristik des Kulturdenkmals entsprechend des Eintrags in der sächsischen Denkmaldatenbank, ggf. ergänzt durch die dort nur selten veröffentlichten Erfassungstexte oder zusätzliche Informationen
- ID: Vom Landesamt für Denkmalpflege Sachsen vergebene, das Kulturdenkmal eindeutig identifizierende Objekt-Nummer. Der Link führt zum PDF-Denkmaldokument des Landesamtes für Denkmalpflege Sachsen. Bei ehemaligen Kulturdenkmalen können die Objektnummern unbekannt sein und deshalb fehlen bzw. die Links von aus der Datenbank entfernten Objektnummern ins Leere führen. Ein ggf. vorhandenes Icon  führt zu den Angaben des Kulturdenkmals bei Wikidata.